# هيب هوب الساحل الغربي
هيب هوب الساحل الغربي هو نوع جهوي من موسيقى الهيب هوب يشمل أي فنان أو موسيقى ظهرت في الساحل الغربي للولايات المتحدة. بدأت سيطرة هيب هوب الساحل الغربي على إذاعات الراديو وارتفعت مبيعاته في أوائل إلى سوط عقد 1990 مع ولادة الجي فانك وظهور شركات إنتاج مثل شركة تسجيلات Death Row الخاصة بشوغ نايت ودكتور دري وتسجيلات Lench Mob لآيس كيوب، بالإضافة لتسجيلات Ruthless لإيزي إي وغيرها.